# Kathleen Horvath
Kathleen ("Kathy") Horvath (Chicago, 25 augustus 1965) is een voormalig tennisspeelster uit de Verenigde Staten. Bij de junioren won zij op Roland Garros van 1980 de meisjesenkelspeltitel. Zij was actief in het proftennis van 1981 tot in 1989. Zij bereikte haar beste resultaten op gravel.

## Loopbaan

### Enkelspel
Horvath debuteerde in 1979 op de US Open – na een succesvol kwalificatietoernooi kreeg zij voor de hoofdtabel een vrijstelling voor de eerste ronde, maar in haar openingspartij (tweede ronde) verloor zij van Dianne Fromholtz.
Zij stond in 1981 voor het eerst in een finale, op het Classic-toernooi van Montréal – hier veroverde zij haar eerste titel, door de Amerikaanse Candy Reynolds te verslaan. In totaal won zij zes WTA-titels, de laatste in 1987 in Knokke.
Haar beste resultaat op de grandslamtoernooien is het bereiken van de kwartfinale, op Roland Garros 1983 en 1984. Haar hoogste positie op de WTA-ranglijst is de tiende plaats, die zij bereikte in juni 1984.
Horvath vertegenwoordigde haar vaderland bij de Olympische Spelen van 1984 in Los Angeles, waar tennis een demonstratiesport was.

### Dubbelspel
Horvath was in het dubbelspel minder actief dan in het enkelspel. Zij debuteerde in 1979 op de US Open samen met haar landgenote Susan Mascarin – zij bereikten er de tweede ronde.
Zij stond in 1982 voor het eerst in een finale, op de Italian Open in Perugia, samen met de Zuid-Afrikaanse Yvonne Vermaak – hier veroverde zij haar eerste titel, door Billie Jean King en Ilana Kloss te verslaan. In totaal won zij drie WTA-titels, de laatste in 1985 in Indianapolis.
Haar beste resultaat op de grandslamtoernooien is het bereiken van de halve finale, op Roland Garros 1982 (met Yvonne Vermaak) en 1984 (met de Roemeense Virginia Ruzici). Ook in het gemengd dubbelspel bereikte zij tweemaal de halve finale: op Roland Garros 1981 (met Andrés Gómez uit Ecuador) en de US Open 1985 (met de Amerikaan Leif Shiras). Haar hoogste positie op de WTA-ranglijst is de 45e plaats, die zij bereikte in september 1988.

## Posities op deWTA-ranglijst
Positie per einde seizoen:
| jaar | rang enkelspel | rang dubbelspel |
| ---- | -------------- | --------------- |
| 1983 | 16             | –               |
| 1984 | 29             | –               |
| 1985 | 50             | –               |
| 1986 | 47             | 62              |
| 1987 | 37             | 52              |
| 1988 | 85             | 54              |
| 1989 | 224            | 344             |

## Palmares
| Legenda                 |
| ----------------------- |
| Grandslamtoernooi       |
| Olympische Spelen       |
| Year-End Championships  |
| Premier Mandatory       |
| Premier Five / WTA 1000 |
| Premier / WTA 500       |
| International / WTA 250 |
| Challenger / WTA 125    |

### WTA-finaleplaatsen enkelspel
| nr.              | finale     | toernooi         | ondergrond | tegenstandster       | score         |
| ---------------- | ---------- | ---------------- | ---------- | -------------------- | ------------- |
| gewonnen finales |            |                  |            |                      |               |
| 1.               | 1981-01-25 | WTA Montréal     | tapijt (i) | Candy Reynolds       | 6-4, 7-6      |
| 2.               | 1983-03-06 | WTA Nashville    | tapijt (i) | Marcela Skuherská    | 6-4, 6-3      |
| 3.               | 1983-11-13 | WTA Honolulu     | tapijt (i) | Carling Bassett      | 4-6, 6-2, 7-6 |
| 4.               | 1985-03-10 | WTA Indianapolis | tapijt (i) | Elise Burgin         | 6-2, 6-4      |
| 5.               | 1985-03-31 | WTA Palm Beach   | gravel     | Petra Delhees-Jauch  | 3-6, 6-3, 6-3 |
| 6.               | 1987-07-12 | WTA Knokke-Heist | gravel     | Bettina Bunge        | 6-1, 7-6      |
| verloren finales |            |                  |            |                      |               |
| 1.               | 1983-05-23 | WTA Berlijn      | gravel     | Chris Evert          | 4-6, 6-7      |
| 2.               | 1984-01-29 | WTA Marco Island | gravel     | Bonnie Gadusek       | 6-3, 0-6, 4-6 |
| 3.               | 1984-05-20 | WTA Berlijn      | gravel     | Claudia Kohde-Kilsch | 6-7, 1-6      |

### WTA-finaleplaatsen vrouwendubbelspel
| nr.              | finale     | toernooi         | ondergrond | partner             | tegenstandsters                    | score         |
| ---------------- | ---------- | ---------------- | ---------- | ------------------- | ---------------------------------- | ------------- |
| gewonnen finales |            |                  |            |                     |                                    |               |
| 1.               | 1982-05-09 | WTA Perugia      | gravel     | Yvonne Vermaak      | Billie Jean King Ilana Kloss       | 2-6, 6-4, 7-6 |
| 2.               | 1983-08-07 | WTA Indianapolis | gravel     | Virginia Ruzici     | Gigi Fernández Beth Herr           | 4-6, 7-6, 6-2 |
| 3.               | 1985-03-10 | WTA Indianapolis | tapijt (i) | Elise Burgin        | Jennifer Mundel Molly Van Nostrand | 6-4, 6-1      |
| verloren finales |            |                  |            |                     |                                    |               |
| 1.               | 1984-05-20 | WTA Berlijn      | gravel     | Virginia Ruzici     | Anne Hobbs Candy Reynolds          | 3-6, 6-4, 6-7 |
| 2.               | 1984-05-27 | WTA Perugia      | gravel     | Virginia Ruzici     | Iva Budařová Helena Suková         | 6-7, 6-1, 4-6 |
| 3.               | 1985-04-28 | WTA Orlando      | gravel     | Elise Burgin        | Martina Navrátilová Pam Shriver    | 3-6, 1-6      |
| 4.               | 1987-05-24 | WTA Straatsburg  | gravel     | Marcella Mesker     | Jana Novotná Catherine Suire       | 0-6, 2-6      |
| 5.               | 1987-07-12 | WTA Knokke-Heist | gravel     | Marcella Mesker     | Bettina Bunge Manuela Maleeva      | 6-4, 4-6, 4-6 |
| 6.               | 1987-10-11 | WTA Athene       | gravel     | Dianne Van Rensburg | Andrea Betzner Judith Wiesner      | 4-6, 6-7      |

## Resultaten grandslamtoernooien
| Legenda | Legenda                          |
| ------- | -------------------------------- |
| g.t.    | geen toernooi gehouden           |
| l.c.    | lagere categorie                 |
| –       | niet deelgenomen                 |
| G       | uitgeschakeld in de groepsfase   |
| 1R      | uitgeschakeld in de eerste ronde |
| 2R      | uitgeschakeld in de tweede ronde |
| 3R      | uitgeschakeld in de derde ronde  |
| 4R      | uitgeschakeld in de vierde ronde |
| KF      | uitgeschakeld in de kwartfinale  |
| HF      | uitgeschakeld in de halve finale |
| F       | de finale verloren               |
| W       | het toernooi gewonnen            |
| w-v     | winst/verlies-balans             |

### Enkelspel
| Toernooi        | 1979 | 1980 | 1981 | 1982 | 1983 | 1984 | 1985 | 1986 | 1987 | 1988 | 1989 |
| --------------- | ---- | ---- | ---- | ---- | ---- | ---- | ---- | ---- | ---- | ---- | ---- |
| Australian Open | –    | –    | –    | –    | –    | –    | –    | g.t. | –    | –    | 1R   |
| Roland Garros   | –    | 2R   | 3R   | 3R   | KF   | KF   | 3R   | 1R   | 1R   | 1R   | –    |
| Wimbledon       | –    | –    | –    | 1R   | –    | 2R   | –    | 3R   | 1R   | 1R   | –    |
| US Open         | 2R   | 2R   | 3R   | –    | 2R   | 1R   | 1R   | 3R   | 1R   | –    | –    |

### Vrouwendubbelspel
| Toernooi        | 1979 | 1980 | 1981 | 1982 | 1983 | 1984 | 1985 | 1986 | 1987 | 1988 | 1989 |
| --------------- | ---- | ---- | ---- | ---- | ---- | ---- | ---- | ---- | ---- | ---- | ---- |
| Australian Open | –    | –    | –    | –    | –    | –    | –    | g.t. | –    | –    | 2R   |
| Roland Garros   | –    | 1R   | 1R   | HF   | 3R   | HF   | 3R   | 3R   | 1R   | 3R   | –    |
| Wimbledon       | –    | 1R   | –    | 3R   | –    | 1R   | –    | 1R   | 1R   | 2R   | –    |
| US Open         | 2R   | 2R   | 2R   | –    | 1R   | 1R   | KF   | 2R   | 1R   | –    | –    |

### Gemengd dubbelspel
| Australian Open | –  | –  | g.t. | –  | 1R |
| Roland Garros   | HF | –  | –    | 1R | –  |
| Wimbledon       | –  | –  | 1R   | –  | –  |
| US Open         | –  | HF | –    | –  | –  |